# Franz-Josef Heyen
Franz-Josef Heyen (* 2. Mai 1928 in Blankenheim (Ahr); † 1. September 2012 in Koblenz) war ein deutscher Archivar, Historiker und Philologe mit dem Schwerpunkt Geschichte der Institutionen, Klöster, Kirchen und Personen auf dem Gebiet des heutigen Rheinland-Pfalz.

## Leben und Wirken
Nach dem Abitur am Kaiser-Wilhelm-Gymnasium (heute: Max-Planck-Gymnasium) in Trier studierte Heyen an den Universitäten Mainz, Tübingen, Göttingen und Zürich Theologie, Deutsch und Geschichte. Nach seiner Promotion über den Fiskus Boppard bei Ludwig Petry absolvierte er an der Archivschule Marburg die Ausbildung zum Archivar. Seit 1956 war er Mitarbeiter und später Beirat der Germania Sacra, seit 1975 Vorstandsmitglied der Stiftung Arenberg.
Von 1971 bis 1991 war er Direktor des Landeshauptarchivs Koblenz und Leiter der Landesarchivverwaltung Rheinland-Pfalz. Anschließend leitete er die Organisation und Ausrichtung der 2000-Jahr-Feier der Stadt Koblenz im Jahre 1992. Er war zudem Vorsitzender des Vereins für Geschichte und Kunst des Mittelrheins, Präsident der Gesellschaft für mittelrheinische Kirchengeschichte (1971–1989) und Vorstandsmitglied des Arbeitskreises landeskundlicher Vereinigungen. sowie der Gesellschaft für Rheinische Geschichtskunde (1972–1991). 1974 gründete er die Kommission des Landtags für die Geschichte des Landes Rheinland-Pfalz und war deren erster Geschäftsführer. Er förderte die bildenden Künste als Mäzen und Ausstellungsinitiator.
Als Honorarprofessor lehrte er Historische Hilfswissenschaften an der Universität Trier. Zu seinem 75. Geburtstag wurde ihm 2003 eine umfangreiche Festschrift mit dem Titel Ein Eifler für Rheinland-Pfalz gewidmet. Seit 1987 gehörte er dem Ritterorden vom Heiligen Grab zu Jerusalem an. Im Jahr 1988 wurde er mit dem Kulturpreis der Stadt Koblenz geehrt. Er war Träger des Bundesverdienstkreuzes.

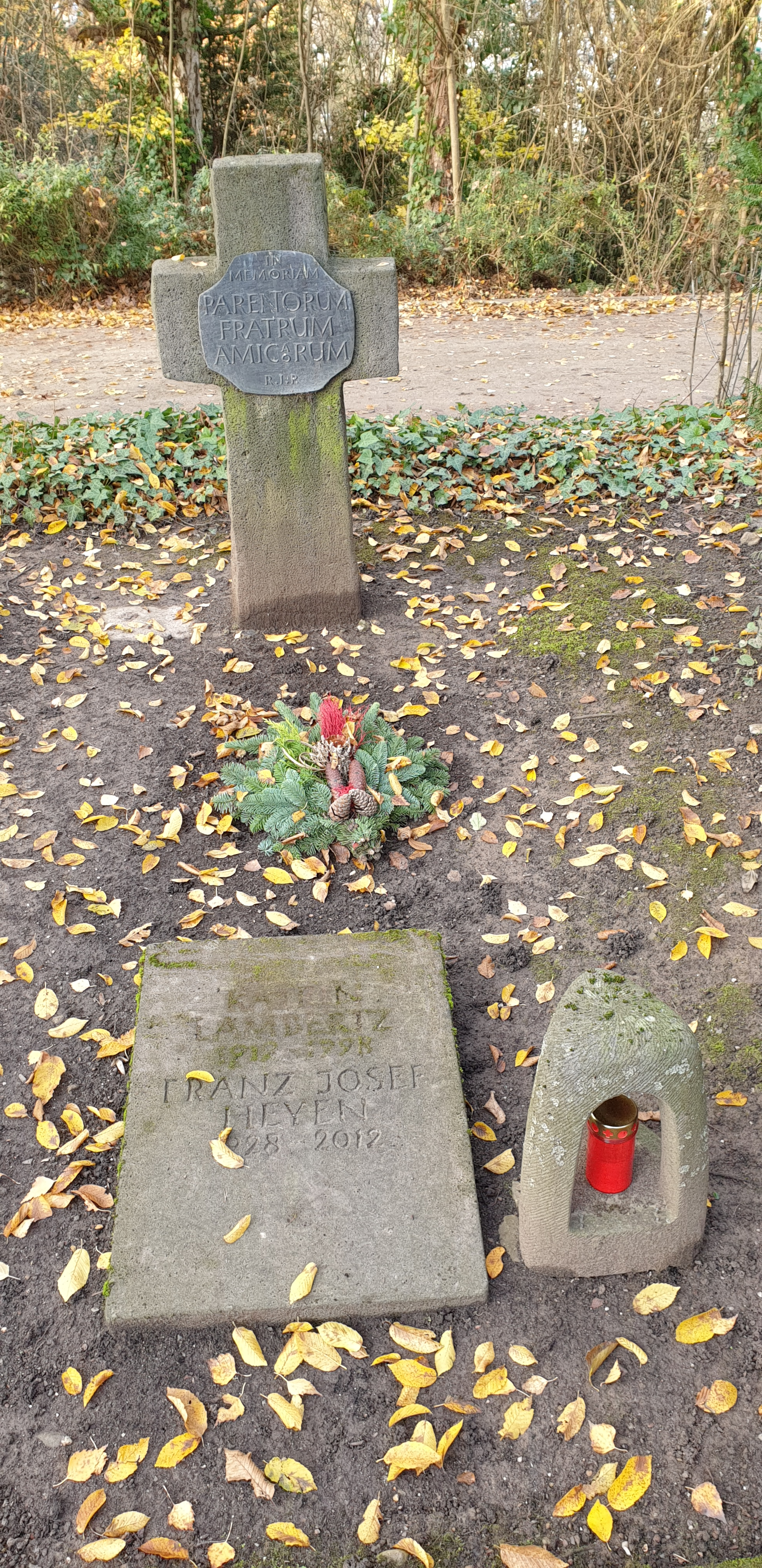
Grabstätte von Franz Josef Heyen und seiner Schwägerin (Verlobte seines im Krieg vermissten Bruders) auf dem Koblenzer Hauptfriedhof

## Schriften (Auswahl)
Monographien
- Kaiser Heinrichs Romfahrt. Die Bilderchronik von Kaiser Heinrich VII. und Kurfürst Balduin von Luxemburg (1308–1313). Boldt, Boppard am Rhein 1965, DNB 452004551.
- Untersuchungen zur Geschichte des Benediktinerinnenklosters Pfalzel bei Trier (ca. 700 bis 1016) (= Studien zur Germania Sacra. 5, ISSN 0585-6035 = Veröffentlichungen des Max-Planck-Instituts für Geschichte. 15). Vandenhoeck & Ruprecht, Göttingen 1966, DNB 456983465.
- Nationalsozialismus im Alltag. Quellen zur Geschichte des Nationalsozialismus vornehmlich im Raum Mainz-Koblenz-Trier (= Veröffentlichungen der Landesarchivverwaltung Rheinland-Pfalz. Band 9, ISSN 0556-834X). Boldt, Boppard am Rhein 1967, DNB 457670118.
- Das Stift St. Paulin vor Trier (= Germania Sacra. NF 6 = Das Erzbistum Trier. 1). de Gruyter, Berlin u. a. 1972, ISBN 3-11-002273-7 (Digitalisat).
- Das Stift St. Simeon in Trier (= Germania Sacra. NF 41 = Das Erzbistum Trier. 9). de Gruyter, Berlin u. a. 2002, ISBN 3-11-017224-0 (Digitalisat).
- Das St. Marien-Stift in (Trier-)Pfalzel (= Germania Sacra. NF 43 = Das Erzbistum Trier. 10). de Gruyter, Berlin u. a. 2005, ISBN 3-11-018419-2 (Digitalisat).
- Das St.-Marien-Stift in Kyllburg (= Germania Sacra. NF 48 = Das Erzbistum Trier. 11). de Gruyter, Berlin u. a. 2007, ISBN 978-3-11-019472-2 (Digitalisat).

Herausgeberschaften
- Parole der Woche. Eine Wandzeitung im Dritten Reich. 1936–1943 (= dtv. 2936). Deutscher Taschenbuch-Verlag, München 1983, ISBN 3-423-02936-6.
- Rheinland-Pfalz entsteht. Beiträge zu den Anfängen des Landes Rheinland-Pfalz in Koblenz 1945–1951 (= Veröffentlichungen der Kommission des Landtages für die Geschichte des Landes Rheinland-Pfalz. Band 5). Eine Veröffentlichung aus Anlaß des Rheinland-Pfalz-Tages 1984. Boldt, Boppard am Rhein 1984, ISBN 3-7646-1849-3.
- mit Johannes Mötsch: Balduin von Luxemburg. Erzbischof von Trier – Kurfürst des Reiches. 1285–1354. Festschrift aus Anlass des 700. Geburtsjahres (= Quellen und Abhandlungen zur mittelrheinischen Kirchengeschichte. Band 53, ISSN 0480-7480). Verlag der Gesellschaft für Mittelrheinische Kirchengeschichte, Mainz 1985, DNB 850750423.
- mit Friedrich P. Kahlenberg: Südwestfunk. Vier Jahrzehnte Rundfunk im Südwesten. Droste, Düsseldorf 1986, ISBN 3-7700-0706-9.
- mit Odilo Engels, Franz Staab und Stefan Weinfurter: Die Salier und das Reich. 3 Bände (Band 1: Salier, Adel und Reichsverfassung. Band 2: Die Reichskirche in der Salierzeit. Band 3: Gesellschaftlicher und ideengeschichtlicher Wandel im Reich der Salier.). J. Thorbecke, Sigmaringen 1991, ISBN 3-7995-4133-0.
- mit Anton M. Keim: Auf der Suche nach neuer Identität. Kultur in Rheinland-Pfalz im Nachkriegsjahrzehnt (= Veröffentlichungen der Kommission des Landtages für die Geschichte des Landes Rheinland-Pfalz. Band 20). von Hase und Koehler, Mainz 1996, ISBN 3-7758-1349-7.